# Папченко, Михаил Данилович
Михаил Данилович Папченко (1 октября 1901 года, дер. Гойково, Чериковский уезд, Могилёвская губерния — 29 декабря 1970 года, Киев) — советский военный деятель, генерал-майор (5 октября 1944 года).

## Начальная биография
Михаил Данилович Папченко родился 1 октября 1901 года в деревне Гойково ныне Чериковского района Могилёвской области Белоруссии.

## Военная служба

### Гражданская война
12 июня 1920 года призван в ряды РККА и направлен красноармейцем в 16-й запасной стрелковый полк, дислоцированный в городе Дорогобуж. В августе того же года М. Д. Папченко переведён в 46-й стрелковый полк (6-я стрелковая дивизия, Западный фронт), после чего принимал участие в боевых действиях в районе Березино, на варшавском направлении и у Гродно во время советско-польской войны.

### Межвоенное время
В декабре 1920 года направлен на учёбу на 31-е Смоленские пехотные командные курсы, после окончания которых в октябре 1922 года назначен начальником кордона в составе 2-й пограничной дивизии в Петрограде.
В мае 1923 года Папченко направлен на пограничные курсы в Петрограде, после окончания которых в декабре переведён в Высшую пограничную школу ОГПУ в Москве, по окончании годичного курса школы в октябре 1924 года назначен на должность начальника заставы в составе 7-го погранотряда Ленинградского округа, в сентябре 1925 года — на должность командира взвода в 1-й пограничной школе ОГПУ этого же округа.
С марта 1927 года служил в 8-м погранотряде на должностях помощника коменданта участка по строевой и хозяйственной части и инструктора боевой подготовки отряда.
В мае 1930 года переведён в Дальневосточный край, где служил начальником маневренной группы 60-го погранотряда, с декабря 1932 года — начальником штаба 16-го пограничного полка ОГПУ, с апреля 1933 года был начальником маневренной группы Камчатского погранотряда, с марта 1936 года — младшим помощником начальника 1-го отделения 2-го отдела Управления командующего пограничными войсками Дальневосточного края в Хабаровске, а с августа того же года — начальником штаба 71-го железнодорожного полка.
В феврале 1937 года М. Д. Папченко повторно направлен на учёбу в Высшую пограничную школу НКВД, по окончании которой в январе 1938 года назначен на должность командира 2-го мотострелкового полка в составе Отдельной мотострелковой дивизии особого назначения НКВД имени Ф. Э. Дзержинского, а 3 июля 1940 года — на должность командира 13-го мотострелкового полка пограничных войск Ленинградского округа.

### Великая Отечественная война
С началом войны полковник М. Д. Папченко в июне 1941 года назначен на должность командира 21-й мотострелковой дивизии внутренних войск НКВД, которая разворачивалась летом 1941 года в Ленинграде на базе 13-го мотострелкового полка оперативных войск НКВД СССР. С сентября 1941 года дивизия в составе 42-й армии (Ленинградский фронт) вела боевые действия в районе Старо-Паново. 2 августа 1942 года 21-я мотострелковая дивизия внутренних войск НКВД СССР была преобразована в 109-ю стрелковую, которой М. Д. Папченко командовал до 5 августа и вскоре назначен на должность командира 56-й стрелковой бригады (Приморская оперативная группа Ленинградского фронта), которая в феврале 1943 года принимала участие в ходе Красноборско-Смердынской наступательной операции.
В мае 1943 года назначен на должность заместителя командира 124-й стрелковой дивизии, которая вела оборонительные боевые действия юго-восточнее Шлиссельбурга по побережью Ладожского озера. 9 июля 1943 года полковник М. Д. Папченко назначен командиром этой же дивизией, которая вскоре принимала участие в Мгинской наступательной операции, по окончании которой заняла оборону в районе деревни Марьино на синявинском направлении. С января 1944 года дивизия под командованием М. Д. Папченко участвовала в ходе Ленинградско-Новгородской и Новгородско-Лужской наступательных операций и затем в боях на западном берегу Нарвы на Нарвском плацдарме. С июля 1944 года в составе 59-й армии Ленинградского фронта дивизия находилась в обороне и проводила десантные операции по овладению островами Выборгского залива. В конце сентября дивизия выведена в резерв Ставки Верховного Главнокомандования и вскоре передислоцирована на 3-й Белорусский фронт, где после включения в состав 21-й армии вела оборонительные боевые действия в районе Гольдапа. В конце декабря 124-я стрелковая дивизия передана в состав 39-й армии, после чего вела боевые действия в Инстербургско-Кёнигсбергской наступательной операции, в ходе которой подошла на подступы к Кёнигсбергу. В период с 17 по 28 марта 1945 года генерал-майор М. Д. Папченко находился в госпитале по болезни и после выздоровления вернулся на прежнюю должность, после чего принимал участи в ходе Кёнигсбергской и Земландской наступательных операций.
В конце мая 1945 года 124-я стрелковая дивизия в составе 39-й армии была передислоцирована в район города Чойбалсан (Монгольская народная республика), где включена в состав Забайкальского фронта и во время советско-японской войны принимала участие в Маньчжурской и Хингано-Мукденской наступательных операциях.

### Послевоенная карьера
В сентябре 1945 года генерал-майор М. Д. Папченко направлен на учёбу на Высшие академические курсы при Высшей военной академии имени К. Е. Ворошилова, после окончания которых в марте 1947 года назначен на должность командира 8-й гвардейской стрелковой дивизии, а в июле 1949 года — на должность командира 12-го горнострелкового корпуса (Северо-Кавказский военный округ).
Генерал-майор Михаил Данилович Папченко с декабря 1950 года состоял в распоряжении 10-го отдела 2-го Главного управления Генштаба Советской армии и 3 ноября 1953 года уволен в запас.
Умер 29 декабря 1970 года в Киеве.

## Награды
- Орден Ленина (2.1945);
- Три ордена Красного Знамени (17.02.1944, 03.11.1944, 01.1945);
- Три ордена Суворова 2 степени (02.01.1945, 19.04.1945, 31.08.1945);
- Орден Красной Звезды (25.02.1936);
- Медали.

- Знак «Заслуженный работник НКВД» (15.02.1941)[3];
- Почетный гражданин городского посёлка Мга (Кировский район, Ленинградская область)[4].

## Память
- В романе «Блокада» А. Б. Чаковского рассказывается в том числе об М. Д. Папченко[5];
- В Красносельском районе Санкт-Петербурга в честь генерал-майора М. Д. Папченко названа улица, проходящая между улицами Партизана Германа и Чекистов[6][7].